# Dyckia hohenbergioides
Dyckia hohenbergioides är en gräsväxtart som beskrevs av Elton Martinez Carvalho Leme och Esteves. Dyckia hohenbergioides ingår i släktet Dyckia och familjen Bromeliaceae. Inga underarter finns listade i Catalogue of Life.